# Valentina Golovenkina
Valentina Nikolajevna Golovenkina (Russisch: Валентина Николаевна Головенькина) (Sverdlovsk, 21 januari 1957) is voormalige Russische langebaanschaatsster.
Valentina Golovenkina meldde zich eind jaren 70 aan de wereldtop van het vrouwenschaatsen. Zo werd ze tweemaal vijfde bij WK Allround kampioenschappen (1978 (gouden afstandmedaille op de 1500m) en 1979). Nadat ze na 1980 er twee jaar tussenuit ging, maakte zij een ijzersterke comeback in 1983 met een bronzen medaille op het WK Allround van 1983 (eveneens bronzen afstandsmedaille op de 1500m) in Karl-Marx Stadt (het huidige Chemnitz). Ze eindigde op het podium naast de Oost-Duitse vrouwen Andrea Schöne-Mitscherlich en Karin Enke. Dertig jaar later, in 2013 in het Vikingskipet in Hamar zou er weer een Russische schaatsster op het podium eindigen: Yekaterina Shikhova werd op 17 februari derde.
Een jaar later presteerde Golovenka nog beter. Bij zowel het EK Allround van 1984 in Medeo als bij het WK Sprint van 1984 in Trondheim behaalde zij een tweede plaats. Beide keren moest zij weer een Oost-Duitse voorlaten. In Medeo stond Gabi Schönbrunn op het hoogste schavot en in Trondheim kreeg Karin Enke de gouden medaille. Op de Olympische Winterspelen van dat jaar in Sarajevo was Golovenka iets minder succesvol en was haar beste prestatie een vierde plaats op de 1000 meter.
Nationaal behaalde ze tijdens de NK Allround van de Sovjet-Unie in 1977 de derde en in 1984 de tweede plaats.

## Persoonlijke records
| Afstand    | Tijd    | Datum            | Baan  |
| ---------- | ------- | ---------------- | ----- |
| 500 meter  | 40,73   | 14 januari 1984  | Medeo |
| 1000 meter | 1.21,80 | 28 december 1984 | Medeo |
| 1500 meter | 2.06,23 | 15 januari 1984  | Medeo |
| 3000 meter | 4.27,64 | 27 december 1982 | Medeo |
| 5000 meter | 8.00,58 | 15 januari 1984  | Medeo |

## Resultaten
| Jaar | EK Allround | Olympische Spelen          | WK Allround | WK Sprint | WK Junioren |
| ---- | ----------- | -------------------------- | ----------- | --------- | ----------- |
| 1976 |             |                            |             |           | 6e          |
| 1977 |             |                            |             |           |             |
| 1978 |             |                            | 5e          |           |             |
| 1979 |             |                            | 5e          |           |             |
| 1980 |             | 11e 1000m 17e 3000m        | 8e          | 10e       |             |
| 1981 |             |                            |             |           |             |
| 1982 |             |                            |             |           |             |
| 1983 | 16e         |                            | Brons       |           |             |
| 1984 | Zilver      | 4e 1000m 6e 1500m 8e 3000m | 8e          | Zilver    |             |
| 1985 |             |                            |             | 8e        |             |

### Medaillespiegel
| Kampioenschap | Goud | Zilver | Brons |
| ------------- | ---- | ------ | ----- |
| EK Allround   | 0    | 1      | 0     |
| WK Allround   | 0    | 0      | 1     |
| WK Sprint     | 0    | 1      | 0     |